# Enraeld Djulabinyanna
Enraeld Djulabinyanna Munkana (* um 1885; † um 1970) stammte von der Aborigine-Familie der Munkara in Australien ab. Er war einer der bedeutendsten Holzbildhauer des Tiwi-Stammes.

## Leben
Über das Leben von Enraeld Djulabinyanna ist wenig bekannt; er war einer der Künstler der 1950er und 1960er Jahre aus Milikapiti (Snake Bay) auf der Melville-Insel, die zahlreiche Skulpturen schufen. Im abgelegenen Milikapiti war der Einfluss der europäischen Missionare geringer als in anderen Gebieten der Tiwi-Inseln, und es entstanden von den Aborigine inspirierte ursprünglichere Kunstwerke.

## Werk
Djulabinyannas Skulpturen sind relativ groß, die Arme hängen gerade und unbewegt herunter, und zwischen den Hüften und den Füßen öffnet sich ein Fenster. Die Figuren ruhen auf runden Sockeln, sind aus einem Stück Hartholz geschnitzt und mit natürlichen Pigmenten bemalt. Die Plastiken von Djulabinyanna nehmen die Grundformen der kunstvoll geschnitzten Totempfähle der Tiwi auf. Thema seiner Kunst sind das Pukumani- und das Bima-Ritual, eine Schöpfungsgeschichte der Traumzeit, die bei den Beerdigungen der Tiwi zelebriert werden.

### Das Pukumani-Ritual
Purukuparli hatte mit Bima einen Sohn, Jinani. Als Tapara, der Bruder von Purukuparli, in ihr Lager kam, verführte er dessen Frau Bima, und das Baby Jinani wurde nicht versorgt, wurde schwach und verstarb schließlich. Tapara wollte Jinani wieder zum Leben erwecken, dabei kam zu einem Kampf zwischen den beiden Brüdern. Purukuparli beerdigte seinen Sohn und verfügte damit das Schicksal aller Tiwi. Aus Tapara entstand der Mond, und auf diese Weise entging er der Rache von Purukuparli und dem Tod. Die Traumzeitgeschichte führt weiter zum Tod vom Purukuparli, um abschließend von Bimas Vater, einem Honigvogel-Mann, der die Herstellung aller Gegenstände der Tiwi-Kunst beaufsichtigt, als Schöpfungsgeschichte beendet zu werden.

## Ausstellungen
- Art Gallery of New South Wales in 1959
- USA-Tournee in den 1960er Jahren
- Exhibition Art of the Dreamtime in Tokyo in 1966